# Дом купцов Воробьёвых
Дом купцов Воробьёвых или Дом, где в 1919 году размещался штаб Нежинского полка — памятник истории местного значения в Ичне. 

## История
Решением исполкома Черниговского областного совета народных депутатов от 31.05.1971 № 286 присвоен статус памятник истории местного значения с охранным № 639 под названием Дом, где в 1919 году размещался штаб Нежинского полка. На здании установлена информационная доска.
Приказом Департамента культуры и туризма, национальностей и религий Черниговской областной государственной администрации от 12.11.2015 № 254 для памятника используется новое названием — Дом купцов Воробьёвых.

## Описание
Дом построен в 1915 году. Каменный, двухэтажный, симметричный, прямоугольный в плане дом площадью 582 м² со входом справа. Главный фасад второго этажа расчленяют рустиковые пилястры, которые завершаются центральным и двумя угловыми аттиками, при этом угловые аттики Г-образные в плане, будучи также над торцевым фасадом. Торцы второго этажа также с рустиковыми пилястрами. Фасад разделён межэтажным карнизом и завершается венчающим карнизом. Окна четырёхугольные с полукруглым завершением.
После Октябрьской революции 1917 года дом был национализирован.
В этом доме в 1919 году несколько дней размещался штаб Нежинского полка. Нежинский полк был создан 10 января 1919 года на базе Нежинского батальона. 11 января 1919 года полк брал участие в освобождении Коропа, 17 января — ж/д станций Дочь и Часниковка, 20 января — ж/д станции Бахмач, сёл Варваровка, Григорьевка, 25 января — Ични — под командованием П. Несмияна.
Здесь размещался Ичнянский совет народных депутатов.